# هاماری ترائوره
هاماری ترائوره (زاده ۲۷ ژانویه ۱۹۹۲) بازیکن فوتبال اهل مالی است. او هم‌اکنون به عنوان مدافع برای باشگاه فوتبال رئال سوسیداد بازی می‌کند.